# Cyphocharax microcephalus
Cyphocharax microcephalus és una espècie de peix de la família dels curimàtids i de l'ordre dels caraciformes.

## Morfologia
- Els mascles poden assolir 16,9 cm de llargària total.[5]

## Hàbitat
Viu en zones de clima tropical.

## Distribució geogràfica
Es troba a Sud-amèrica: conques fluvials atlàntiques de la Guaiana, Surinam i, possiblement també, la Guaiana Francesa.